# Spectromètre de mobilité électrique

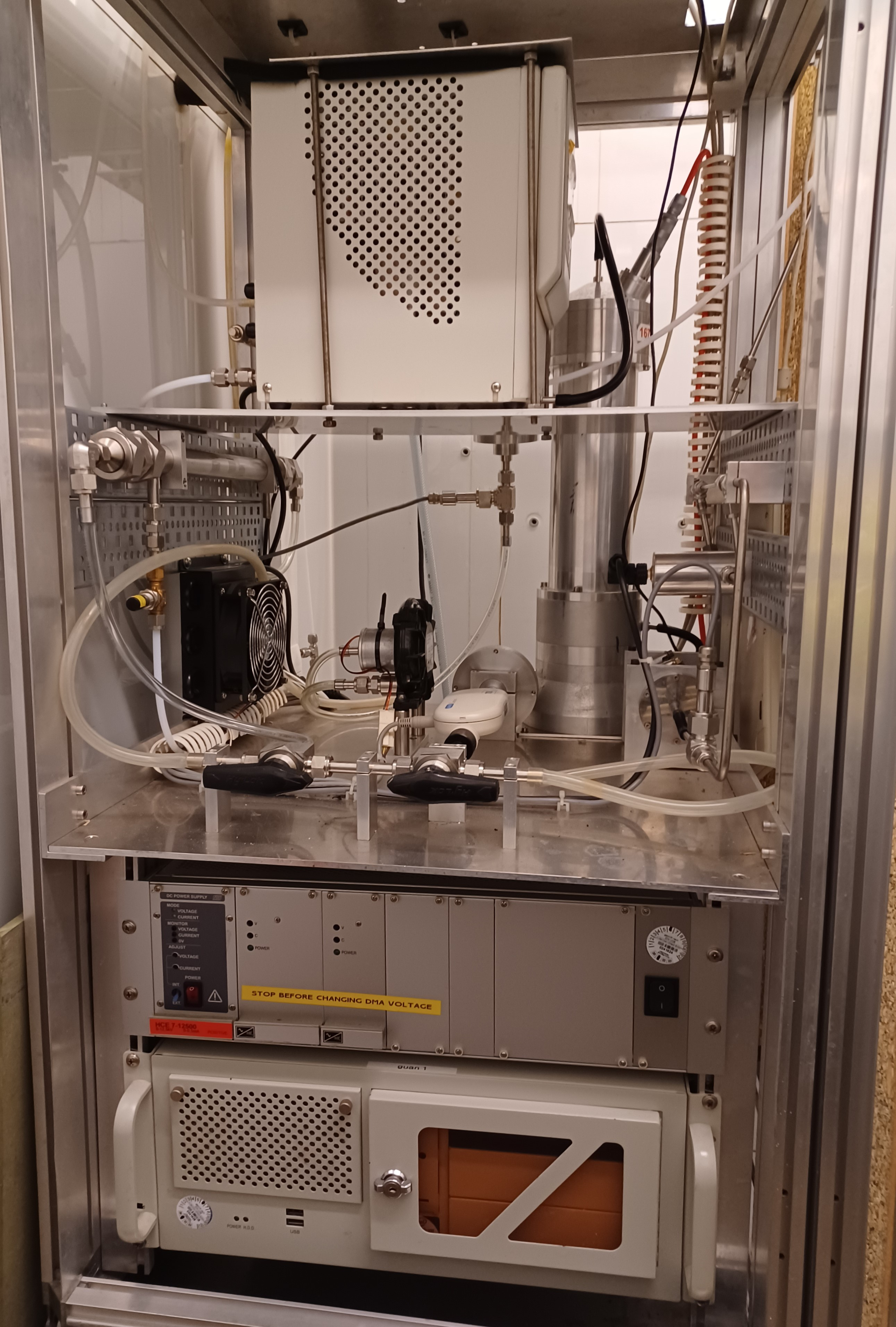
Vue d'ensemble d'un SMPS. Les deux éléments du dessous sont l'automate et la bobine haute tension, on distingue le DMA au fond à droite et le CPC au centre en haut.

Un spectromètre de mobilité électrique, ou SMPS (en anglais : Scanning Mobility Particle Sizer ou Scanning Mobility Particle Spectrometer) est un appareil qui permet de quantifier la concentration dans l'air en particules ultrafines.

## Principe de fonctionnement
L'appareil mesure la distribution de taille de particules d’aérosols en fonction de leur diamètre de mobilité électrique en utilisant un analyseur de mobilité différentielle (DMA) et en comptant les particules à l’aide d’un compteur de particules par condensation (CPC). Le SMPS est largement utilisé dans les études environnementales, la recherche atmosphérique, les études de formation de particules de nouvelle génération, les études d’échappement de combustion et de moteur, les mesures de qualité de l’air intérieur, les études de toxicologie par inhalation et la recherche et la synthèse de nanomatériaux.
La distribution de tailles (soit de diamètres particulaires) et leur concentration respective sont mesurées en continu, offrant ainsi un spectre des différentes tailles au cours du temps.
De manière globale, son fonctionnement est le suivant : l'air à analyser est pompé au travers d'une source ionisante (neutralizer en anglais) qui va établir une distribution de charge connue. Ensuite, l'exposition à un champ électrique dans le DMA va isoler un certain diamètre particulaire, qui est fonction de la tension générant le champ (une valeur de tension correspondant à une valeur de diamètre de particule qui traverse le DMA). Enfin, ces particules de même diamètre seront comptées par un dispositif optique (CPC). L'entrée d'air à analyser peut être équipée d'une tête d'impaction.

### Tête d'impaction
Une tête d'impaction est un dispositif utilisant les principes de la mécanique des fluides pour piéger, par leur inertie, les plus grosses particules présentes dans l'air. L'entrée d'échantillonnage du SMPS est ainsi protégée des grosses poussières et des insectes, l'air qui y entre ne contient plus que les particules fines à quantifier.

### Neutraliseur
Le flux d'air va ensuite passer au travers d'une source ionisante. L'air échantillonné sera exposé à des hautes concentrations d'ions positifs et négatifs, après un certain nombre de collisions la distribution de charge sera stable et connue. Le neutraliseur est également utilisé pour éliminer les charges électrostatiques des particules en aérosol. La distribution de charge issue du neutraliseur est une distribution de charge équilibrée qui suit la loi de Boltzmann.

### DMA (Differential Mobility Analyser)
L'échantillon pénètre ensuite dans un analyseur à mobilité différentielle. L'air et l'aérosol (dont la distribution de charge est maintenant équilibrée et connue) sont ensuite introduits dans un canal d’écoulement d’air. Une électrode tubulaire centrale, et une autre concentrique, génèrent dans ce trajet du fluide un champ électrique. Dans le canal, les particules sont dont soumises à un champ électrique uniforme et à un flux d’air. Les particules se déplacent alors à une vitesse qui dépend de leur mobilité électrique. A une tension donnée, seules les particules d'un certain diamètre vont suivre ce canal jusqu'à en sortir ; les plus petites et les plus grosses iront s'écraser sur les électrodes.

### CPC (Condensation Particle Counter)
L'air ne contient maintenant que des particules d'un certain diamètre. Le flux est introduit dans un CPC, un compteur de particule à condensation, qui permet de mesurer la concentration de particules dans un échantillon d’aérosol. Le CPC fonctionne en utilisant la condensation de vapeur de butanol sur les particules présentes dans l’échantillon. Les particules sont exposées à une vapeur de butanol chauffée à 39°C. La vapeur de butanol se condense sur les particules, augmentant leur taille, facilitant ainsi leur détection optique. Les particules sont ensuite exposées à un faisceau laser, et chaque particule diffuse de la lumière. Les pics d’intensité de lumière diffusée sont comptés en continu et exprimés en particules/cm³.

## Résultats
Les résultats obtenus par ce type d'appareil comportent donc la distribution de tailles de particules dans l'air en continu. Le DMA va générer des allers-retours de tension entre ses électrodes de 0 à 10 000 V, correspondant à une plage de mesure de 8 nm à 800 voire 1000 nm, et le CPC va quantifier chacun de ces diamètres.